# Georg August Zenker
Georg August Zenker (* 11. Juni 1855 in Leipzig; † 6. Februar 1922 in Bipindi, Cameroun) war ein deutscher Gärtner, Botaniker und Zoologe, der sich durch seine langjährige Tätigkeit als Leiter der wissenschaftlichen Station Jaunde in der zentralafrikanischen Kolonie Kamerun einen Namen machte. Sein offizielles botanisches Autorenkürzel lautet „G.Zenker“.

## Kindheit, Jugend und erste Berufsjahre
Georg August wurde als Kind von Julius Theodor Zenker und Auguste von Rehbinder geboren. Sein Vater arbeitete als Orientalist und gab unter anderem ein Türkisch-Arabisch-Persisch-Handwörterbuch heraus. Seine Mutter war Übersetzerin vom Russischen ins Deutsche. Georg begann nach seiner Schulzeit am Nikolai-Gymnasium eine Gärtnerlehre am Botanischen Garten in Leipzig.
Von 1875 bis 1878 absolvierte er seinen Militärdienst in Chemnitz. Anschließend ging er nach Neapel, wo er am Botanischen Garten arbeitete. Er wurde dort in den nächsten Jahren Obergärtner und lernte in Neapel seine erste Frau Serafina Mack kennen, die jedoch binnen eines Jahres starb.

## Beginn des Aufenthalts in Afrika
Ende 1886 begleitete Georg Zenker den italienischen Forschungsreisenden Giaccomo Bove (1852–1887) zu einer Expedition an den Unterlauf des Kongo. Bove starb 1887 auf der Rückreise nach Europa. Zenker blieb in Gabun, wo er für die Firma Woermann auf der Farm Sibange unweit von Libreville tätig wurde. Wenig später arbeitete er für die Hamburger Firma Reiche Jr. und leitete eine Versuchsplantage für Arzneipflanzen in Bokumbe am Campofluss.
Als die Firma die Plantage 1889 aufgeben musste, machte der Firmeninhaber den Leiter der Forschungsexpedition ins Hinterland von Kamerun, Premierleutnant Richard Kund, auf Zenker aufmerksam. Kund führte die vom Auswärtigen Amt in Berlin initiierte Expedition zusammen mit Hans Tappenbeck bereits seit 1887 und hatte gerade erst im Februar 1889 die Forschungsstation Jeundo (Jaunde), das heutige Yaoundé, gegründet. Um dem wissenschaftlichen Charakter der Expedition zu entsprechen und die Ausfälle der beiden bisherigen wissenschaftlichen Teilnehmer Weissenborn und Braun auszugleichen, wurde Zenker von Kund für eine Gärtnerstelle auf der neuen Station vorgeschlagen. Das Auswärtige Amt stimmte dem Vorschlag unter Vorbehalt zu, da „...Zenker’s Moralität in Hinblick auf einige Jugendstreiche nicht einwandfrei ...“ sei.
Die Expedition befand sich gerade in einer kritischen Phase, da Kunds Stellvertreter Tappenbeck bereits am 26. Juli 1889 in Duala gestorben war. Als Ersatz für Tappenbeck wurde Curt Morgen nach Kamerun beordert. Als dieser in Kribi eintraf, hatte Kund gerade einen Schlaganfall erlitten, so dass nunmehr Morgen die Führung der Expedition übernahm.

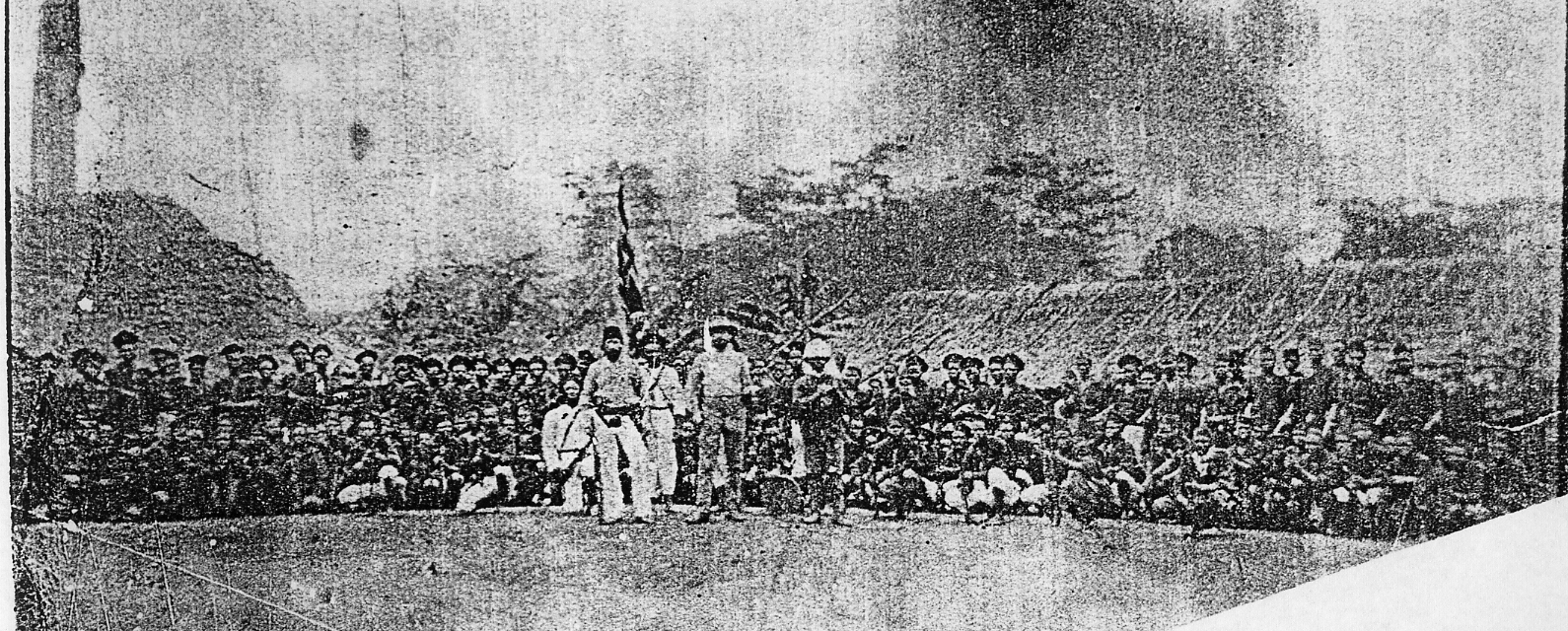
Die Expedition Morgen während des ersten Aufenthalts in Jaunde. G.A. Zenker mit Fes (vorn links)

## Leiter der Jaunde-Station (1889–1895)
Die Expedition Morgen verließ am 5. November 1889 Kribi und traf am 30. November in Jaunde ein. Bereits eine Woche später machte sich Morgen mit dem Großteil der Truppe weiter nach Norden auf. Zenker blieb zusammen mit etwa 20 Afrikanern aus der Expeditionstruppe, so genannte Elmina und Popo, in Jaunde. Während der nächsten Jahre war er der einzige Europäer auf der Station. Seine Untergebenen waren ursprünglich als Träger und Arbeiter angeworbene Westafrikaner aus der Gegend des heutigen Ghana und Togo. Manche unter ihnen waren schon seit knapp zwei Jahren bei der Hinterlandexpedition im Einsatz. Neben den einseitig verlängerten Dienstzeiten erregte ihr Missfallen insbesondere die Tatsache, dass sie nach der Ankunft in Kribi zum Waffendienst gezwungen worden waren.
Aus dem Stationstagebuch der ersten Monate seines Aufenthalts geht hervor, dass Zenker zu Beginn sehr wohl versuchte, seinen Führungsanspruch – wie damals üblich – mit Methoden der körperlichen Züchtigung durchzusetzen. Dies sollte sich aber nur kurze Zeit später ändern.
Am 27. Februar 1890 wurde Zenker durch einen Speerwurf leicht verletzt, als er versuchte, mehrere Ewondo in einem Dorf der Bava zu befreien. Die Gefangenen hatten sich beim Abbia-Spiel verschuldet. Als Ortsfremder handelte er aus seiner Sicht zwar nach bestem Gewissen, ihm waren jedoch die Konsequenzen seines Eingriffs auf die damals existierenden Austausch-Systeme vor Ort offensichtlich nicht bewusst. Die Angelegenheit eskalierte und führte zu einem Kleinkrieg mit mehreren Toten. Erst Tage später kam es zwischen den drei Parteien zu Verhandlungen und zu einem Kompromiss. Zenker zog offensichtlich Lehren aus seinem Handeln und versuchte in der Folgezeit, das Überleben der Station durch Kompromissbereitschaft zu sichern. Ab diesen Zeitpunkt finden sich auch keine Hinweise mehr auf verhängte Prügelstrafen gegen Mitglieder der eigenen kleinen Truppe.
Wichtigster lokaler Partner wurde Esono Ela (Zonu in den damaligen Quellen; Sonno bei Zenker), der bereits zuvor durch seine Einwilligung zum Bau der Station eine wichtige Rolle gespielt hat. Beide standen wohl in einem gegenseitigen asymmetrischen Abhängigkeitsverhältnis zugunsten von Esono Ela, der sich immer mal wieder ein paar Gewehre bei Zenker ausborgte.
Isoliert von europäischen Kontrollinstanzen baute Zenker ein Netzwerk von persönlichen Beziehungen auf, das auf Polygynie beruhte. Daraus gingen in den folgenden Jahren fünf Kinder hervor. Im November 1891 wurde Max-Felix Zenker geboren, dessen Mutter Embolo war, die Tochter des Chefs Tschungi Mballa Ngono. Eine Frau aus Dahomé wurde die Mutter von Curt Julius und Hans Zenker. Seine dritte Frau während dieser Zeit war Ngoso, die Tochter des Bruders von Esono Ela, Onambele Ela. Embolo und Ngosso führten Zenker in die Ewondo-Sprache sowie in die Trommelsprache ein.
Während seines Aufenthalts in Jaunde erhielt Zenker nur selten Besuch. Nachdem Morgen im Juli 1890 die Station nochmals besuchte, war es danach erst wieder eine Expedition unter Leitung von Hans Ramsay, die im April 1892 bis nach Jaunde vordrang. In seinem Bericht lobte Ramsay die Leistung Zenkers überschwänglich. Der Bericht dürfte auch Grund für die kurz danach erfolgte Auszeichnung mit dem Kronenorden 4. Klasse sein. Ramsay gegenüber äußerte Zenker auch den Wunsch, weitere Zeit auf der Station zu verbleiben, so dass in der Folge eine Verlängerung seines Engagements bis 1896 durch Gouvernement und Auswärtiges Amt beschlossen wurde.
Ab dem Jahreswechsel 1892/1893 wurde der Zugang nach Jaunde von Kribi aus für eine regelmäßigere Versorgung geöffnet. Zenker erhielt in der Folgezeit Unterstützung durch den Gärtner Alois Staudt und den Abenteurer und ehemaligen Fremdenlegionär Rabischung. Am 9. August 1894 traf erstmals Hans Dominik in Jaunde ein. Zusammen mit Zenker unternahm er in den Folgetagen einen Vorstoß in Richtung Sanaga. Ein Ergebnis dieser Reise war ein an das Auswärtige Amt abgefasster Bericht vom 20. September 1894, in dem er u. a. über einen Vorstoß der Vute südlich des Flusses berichtete. Dieser Report bildet die Grundlage für eine Denkschrift des Auswärtigen Amtes vom 25. November 1894, in der die neue Rolle Jaundes als militärischer Vorposten definiert wurde. Als Zenker von der neuen Doktrin erfuhr, bat er zunächst um Auflösung seines Vertrages. Der Antrag wurde vom Gouvernement mit der Begründung abgelehnt, Zenkers Stellung ändere sich durch die Einrichtung einer Militärstation nicht.
Im Mai 1895 inspizierte der Kommandeur der Schutztruppe Max von Stetten zusammen mit Dominik die Station. Zenker selbst war zu dieser Zeit abwesend und befand sich in Kribi. Es war offensichtlich Rabischung, welcher den beiden Besuchern die entscheidenden Fakten über die angeblich mangelhafte Verwaltung der Station durch Zenker lieferte. Von Stetten verfasste daraufhin einen Bericht, in dem der bisherige Stationsleiter durchweg kritisiert wurde. Er ersetzte Zenker durch den 15 Jahre jüngeren Dominik und wandelte Jaunde formell in eine Militärstation um. Zenker zog sich in der Folge aus Jaunde zurück und traf noch im Oktober des gleichen Jahres in Hamburg ein.

## Letzte Jahre
1896 ließ er sich in Bipindi am Lokundje nieder. In Pionierarbeit legte er Kaffee-, Kakao- und Kautschukplantagen an, die ihm und seiner Familie ein gesichertes Einkommen ermöglichten.
Bipindi liegt auf der damaligen Hauptroute zwischen Kribi und Jaunde. Zahlreiche Besucher bezeugen in den folgenden Jahren die landwirtschaftlichen und wissenschaftlichen Erfolge Zenkers, so auch Gouverneur Jesko von Puttkamer, als er Anfang Januar 1897 den Ort passierte.
Als sich Anfang 1916 die deutsche Schutztruppe ins benachbarte Rio Muni zurückzog, erhielt Zenker den Auftrag, nach deren Passage die Brücke über den Lokundje zu zerstören. Er tat dies nicht und wurde deshalb als einziger Deutscher nach Kriegsende in Kamerun geduldet. Zenker war zugleich derjenige Deutsche, der die meisten Jahre in der deutschen Kolonie Kamerun verbracht hat. Zenker starb am 6. Februar 1922 in Bipindi nach kurzer Krankheit. Sein Grab befindet sich auf dem Bipindi-Hof. Seine Nachfahren leben noch heute in Bipindi Hof.

## Wissenschaftliche Arbeit
Zenker hat trotz des fehlenden naturwissenschaftlichen Studiums eine Reihe von Beiträgen auf den Gebieten der Botanik und der Zoologie geliefert. Er schickte allein 5.000 Pflanzenproben nach Deutschland. Wichtige Abnehmer für seine Objekte war das Zoologische Museum der Friedrich-Wilhelms-Universität zu Berlin, die Botanische Zentralstelle für die deutschen Kolonien sowie das Ethnologische Museum. Da er auch Maler und Zeichner war, fügte er seinen Exponaten oft noch farbige Skizzen bei.

Zenker entwickelte sich zu einer Anlaufstelle für Exponat-Anfragen. Gut dokumentiert ist seine Zusammenarbeit mit Paul Matschie vom Zoologischen Museum Berlin, die ihm auch ein gewisses Einkommen bescherte.

## Ehrungen
Die folgenden Pflanzengattungen sind nach ihm benannt:
- Neozenkerina Mildbr.  (Acanthaceae)
- Zenkerella Taub.  (Fabaceae)
- Zenkerina Engl.  (Acanthaceae)
- Zenkerodendron Gilg ex Jabl.  (Euphorbiaceae)
- Zenkerophytum Engl. ex Diels (Menispermaceae).[11]

Eine Reihe von Tier- und Pflanzenarten sind ebenfalls nach Zenker benannt (Auswahl):
- Nymphaea zenkeri
- Hamilcoa zenkeri
- Idiurus zenkeri
- Scotonycteris zenkeri
- Stereospermum zenkeri
- Epiplatys zenkeri
- Typhlops zenkeri
- Combretum zenkeri
- Indigofera zenkeri
- Brachystegia zenkeri
- Impatiens zenkeri
- Limarus zenkeri
- Aptandra zenkeri
- Melignomon zenkeri
- Agapornis swindernianus zenkeri
- Peucedanum zenkeri
- Agrostis zenkeri
- Penianthus zenkeri
- Smithornis sharpei zenkeri
- Manilkara zenkeri
- Albuca zenkeri
- Pterocarpus zenkeri
- Diogoa zenkeri
- Hypodaphnis zenkeri
- Commelina zenkeri
- Anthene zenkeri
- Cymothoe zenkeri
- Uvariastrum zenkeri
- Isolona zenkeri
- Cyathea camerooniana var. zenkeri
- Hypodaphnis zenkeri
- Tauraco persa zenkeri
- Scorodophloeus zenkeri

## Wertung und Rezeption
Georg August Zenker war in mehrfacher Hinsicht eine Ausnahmeerscheinung. Sicherlich nicht gänzlich frei von kolonialpolitischen Gedanken hat er doch gezeigt, dass eine friedliche Integration im beiderseitigen Interesse möglich war. Seine Politik des Kompromisses und des vorsichtigen Abtastens der Möglichkeiten war zu Beginn nicht nur der zahlenmäßigen Unterlegenheit geschuldet. Er hätte nach 1895 seine Forschungen unter dem Schutz des Militärs weiter ausbauen können, tat dies aber nicht. Vielmehr zeigt sein Ersuchen um eine vorzeitige Vertragsauflösung 1894, dass er nicht bereit war, die militärischen Exzesse zu erdulden.
Als jemand, der offen in Polygamie mit mehreren Afrikanerinnen gelebt hat, war er direkt von Maßnahmen der Kolonialadministration betroffen. Verschiedene Verordnungen verboten die Anerkennung von Kindern aus solchen Beziehungen. Zenker erkannte alle seine Kinder vor dem Gesetz an und bot ihnen sogar eine Schulausbildung in Deutschland.
Auf wissenschaftlichem Gebiet hat er zeigen können, dass ein enger Praxisbezug auch ohne ein entsprechendes Studium zur Anerkennung in der Fachwelt führen kann.